# Euleimonios dedarensis
Euleimonios dedarensis är en insektsart som beskrevs av Evans 1941. Euleimonios dedarensis ingår i släktet Euleimonios och familjen dvärgstritar. Inga underarter finns listade i Catalogue of Life.